# Sebastian Eberhard Jhering
Sebastian Eberhard Jhering (* 8. Mai 1700 in Friedeburg; † 29. Januar 1759 in Aurich) war ein deutscher Rechtswissenschaftler sowie preußischer Regierungsdirektor in Ostfriesland. Er war der Urgroßvater des berühmten Rechtswissenschaftlers Rudolf von Jhering.

## Eltern
Jhering entstammt der alten Juristenfamilie Jhering. Seine Eltern waren der Amtsmann von Friedeburg Sebastian Jhering (1658–1730) und Anna Magdalena Pauli (1664–1733).

## Leben
Jhering studierte in Jena. 1726 war er Adjunkt seines Vaters bei der Trockenlegung des Wiesedermeers. Er wurde 1730 Regierungsrat, Konsistorialrat und Kanzleirat in Aurich, ab 1735 Kammerrat. Er wirkte unter Kanzler Brenneysen (1669–1734). Bis zum Tode des letzten ostfriesischen Fürsten Carl Edzard im Jahr 1744 war Jhering eine treibende Kraft der Regierung. Viele seiner Ideen wurden nicht von ihm, sondern erst später von anderen realisiert, sie zeigen aber seinen Weitblick. 1739 plante Jhering einen schiffbaren Wasserweg zwischen Aurich und Emden; der Plan wurde 1798 als Treckfahrtstief realisiert. Auch schlug Jhering einen Grenzverlauf im Dollart vor, um die Streitigkeiten zu beenden. Die Grenze sollte von der Mündung der Westerwolder Aa zum Turm der Emder Burg gehen. Als 1824 der hannoverisch-niederländische Grenzvertrag geschlossen wurde, in dem diese Lösung gewählt wurde, wusste sicher niemand mehr von der Idee Jherings. Für Jhering wurde 1746 die Position des Regierungsdirektors geschaffen, ein einzigartiger Titel, da die preußische Verwaltung diesen eigentlich nicht kannte. Eventuell hing es mit seiner speziellen Stellung zusammen, da er zu der Zeit auch die Leitung des Collegium Medicum erhielt. 1757 wurde er pensioniert.

### Wirken
Mit der Übernahme Ostfrieslands durch Preußen konnte Jhering seine Pläne zur Besiedlung des Landes besser umsetzen. Er war der geistige Urheber des Urbarmachungsedikt und schuf die Rechtsgrundlage für den Anspruch des Staates auf die öden Gebiete, die bisher von den ostfriesischen Bauern durch das Upsteekrecht beansprucht wurden.
Bereits 1737 hatte Jhering eine Denkschrift zum Thema Urbarmachung verfasst. Als 1744 die preußische Kriegs- und Domänenkammer auch in Ostfriesland eingeführt wurde, wurde er dorthin übernommen. Der unpolitische Jhering regierte faktisch allein, da sich der Kanzler Homfeld und der Kammerdirektor Bügel bekämpften. Es dauerte aber bis 1750, als sein Bericht über die „Urbarmachung neuer Länder“ Berlin erreichte. 1756 beendete der Siebenjährige Krieg vorläufig diese Aktivitäten.
Jhering war auch privat in der Urbarmachung engagiert. 1744 kaufte er das damalige Hookster Fehn, das bereits 1660 gegründet wurde. Er und seine Nachfahren investierten erhebliche Teile ihres Vermögens in den Ort, der ab 1754 den Namen Jheringsfehn erhielt.

## Familie
Jhering heiratet 1734 Catharina Elisabeth Damm (* 2. August 1715; † 25. Februar 1756) aus Leer. Das Paar hatte mehrere Söhne und eine Tochter:
- Der Jurist Caspar Rudolf (* 12. Januar 1740; † 12. Mai 1809), verheiratet mit Adelheid Catharine Bacmeister (* 15. August 1745; † 15. Juli 1785)
- Der Jurist Anton Lorenz (Laurenz) Konrad (* 27. März 1741; † 29. November 1788), er heiratete Anna Maria Hoppe (* 9. September 1751; † 18. April 1835); Tochter von Superintendent Hoppe, Esens.
- Rebecca Katharina (* 6. Juni 1738; † 27. Mai 1794) war mit dem Postmeister (später Bürgermeister von Aurich) Tobias Hieronymus Tjaden (* 1730; † 7. Mai 1805) verheiratet